# Michael Curley
Michael Joseph Curley, né le 12 octobre 1879 à Athlone en Irlande et mort le 16 mai 1947 à Baltimore aux États-Unis, est un prélat irlando-américain qui fut évêque de St. Augustine (1914-1921), puis archevêque de Baltimore (1921-1947) et de Washington (1939-1947).

## Biographie

### Formation et prêtrise
Michael Curley naît en Irlande dans une famille nombreuse, il a dix frères et sœurs. Il est élevé dans un établissement des Frères maristes de sa ville natale,. À 16 ans, il entre au Mungret College de Limerick, tenu par les Jésuites. Il obtient un Bachelor of Arts de la Royal University of Ireland, en 1900. Ensuite, il poursuit des études de théologie, à Rome à l'Université pontificale urbanienne. Il est licencié en théologie en 1903. Il est convaincu de partir pour les États-Unis. 
Il est ordonné prêtre le 19 mars 1904 à la basilique Saint-Jean-de-Latran par le cardinal Respighi. Il arrive en Floride à l'automne suivant, où il devient vicaire à la paroisse Saint-Pierre de DeLand. En 1905, il est chancelier du diocèse et secrétaire de l'évêque, Mgr William Kenny, puis retourne à DeLand comme curé.

### Évêque de St. Augustine
Michael Curley est nommé le 19 avril 1914 évêque du diocèse de St. Augustine. Il est consacré le 30 juin suivant par Mgr Benjamin Keiley, évêque de Savannah,. À l'âge de 34 ans, Mgr Curley est ainsi l'évêque le plus jeune des États-Unis. Il passe huit mois par an à visiter les paroisses de son diocèse. À la fin de son épiscopat la population catholique passe de 39 000 à 41 000 fidèles et quarante églises sont construites.
Durant les années 1910, l'anticatholicisme croît en Floride. L'évêque de St. Augustine attire l'attention nationale en combattant une proposition de loi de l'État de Floride qui tente sans succès de faire passer l'inspection des communautés religieuses. Cependant, la législature fait passer une loi qui interdit aux femmes blanches d'enseigner les enfants noirs. Curley refuse d'appliquer cette loi et donc trois Sœurs de Saint Joseph sont arrêtées en conséquence. Il fait campagne pour déclarer  cette loi inconstitutionnelle, ce qui advient par la suite. Il lutte aussi contre le Ku Klux Klan.
Pendant la Première Guerre mondiale, il soutient fermement l'effort de guerre. En 1917, il met en place le Diocesan Catholic War Council (conseil de guerre catholique diocésain), organisation qui offre un soutien spirituel aux soldats partant combattre. Il prend la parole au défilé de Liberty Bond et, à la fin de la guerre, célèbre la messe du souvenir la plus importante pour l'âme des soldats alliés morts au champ d'honneur. La cérémonie a lieu au Battery Park de New York.

### Archevêque de Baltimore
Michael Curley est nommé archevêque de Baltimore, le 10 août 1921 par Benoît XV. Son installation a lieu le 30 novembre suivant. Son arrivée dans la ville est décrite comme « l'une des cérémonies de bienvenue parmi les plus grandioses qui aient été organisées à Baltimore ». Pendant son épiscopat à Baltimore, Mgr Curley se distingue comme promoteur de l'éducation. Il fonde soixante-six écoles en dix-huit ans, donnant plus d'importance à la construction d'écoles que d'églises Il déclare en 1926 : « Je défie n'importe quel système éducatif d'État aux États-Unis de donner les preuves de sa supériorité par rapport au système qui est mis en place à l'archidiocèse de Baltimore. ». Il organise aussi un service diocésain pour les associations caritatives du diocèse (1923) et pour la Propagation de la Foi (1925).
Mgr Curley a des opinions tranchées sur la politique et la question sociale. C'est un ferme opposant à la politique étrangère du président Franklin Roosevelt et au gouvernement antichrétien du Mexique avec la guerre des Cristeros. Il s'oppose aussi à la politique anticléricale du gouvernement espagnol. Il critique l'industrie américaine du cinéma, l'établissement de centres Newman dans les universités séculières non-catholiques, qu'il pensait comme minant les universités catholiques. En 1936, il interpelle ses confrères dans l'épiscopat afin de mener une étude sur l'influence du communisme aux États-Unis. Il s'exprime publiquement contre  The Baltimore Sun dont un des journalistes avait osé comparer Adolf Hitler à Ignace de Loyola.  Contrairement à son prédécesseur, le cardinal Gibbons, Mgr Curley n'est jamais élevé à la pourpre cardinalice.
C'est lui qui est choisi pour célébrer la grand messe de clôture du Congrès eucharistique de 1932 au Phoenix Park de Dublin. Le Panis angelicus de John McCormack est spécialement composé et joué à cette occasion.

### Archevêque de Baltimore-Washington
Le 22 juillet 1939, Pie XII sépare Washington de l'archidiocèse de Baltimore pour former le nouvel archidiocèse de Washington,. Mgr Curley garde son siège de Baltimore, lorsqu'il est nommé premier archevêque de Washington. Il gouverne les deux sièges comme une seule entité,.
Ses dernières années sont assombries par une cécité progressive et une santé chancelante. Il meurt d'une attaque à 66 ans. Après sa mort, deux archevêques sont nommés pour Baltimore (Francis Patrick Keough (en)) et Washington (Patrick O'Boyle).
Il est enterré au Sanctuaire national de Notre-Dame-de-l'Assomption de Baltimore.

## Succession apostolique
Michael Curley a ordonné les évêques suivants :
- Évêque Patrick Joseph Barry (en) (1922)
- Archevêque John Joseph Swint (en) (1922)
- Évêque Michael Joseph Keyes, S.M. (1922)
- Évêque William Hafey (en) (1925)
- Archevêque Thomas Joseph Toolen (en) (1927)
- Évêque John Michael McNamara (en) (1928)
- Évêque Peter Leo Ireton (en) (1935)